# Кон'югована система
Кон'юго́вана систе́ма, також спря́жена система (рос. сопряженная система, англ. conjugated system) — система кратних зв'язків (в ланцюгах або в циклах), розділених почергово простими зв'язками, в якій сусідні з одинарним зв'язком p-орбіталі перекриваються між собою.
>C=C−C=C<, >C=C−C≡N
Кон'югація в таких системах полягає у взаємодії р-орбіталі з іншою такою через σ-зв'язок, що їх розділяє. У систему кон'югації можуть включатися d-орбіталі, а також р-орбіталі з неподіленою електронною парою, наприклад, Cl−C=C<.